# Ерміт прямодзьобий
Ермі́т прямодзьобий (Phaethornis bourcieri) — вид серпокрильцеподібних птахів родини колібрієвих (Trochilidae). Мешкає в Амазонії та на Гвіанському нагір'ї. Вид названий на честь французького натураліста Жюля Бурсьє.

## Опис

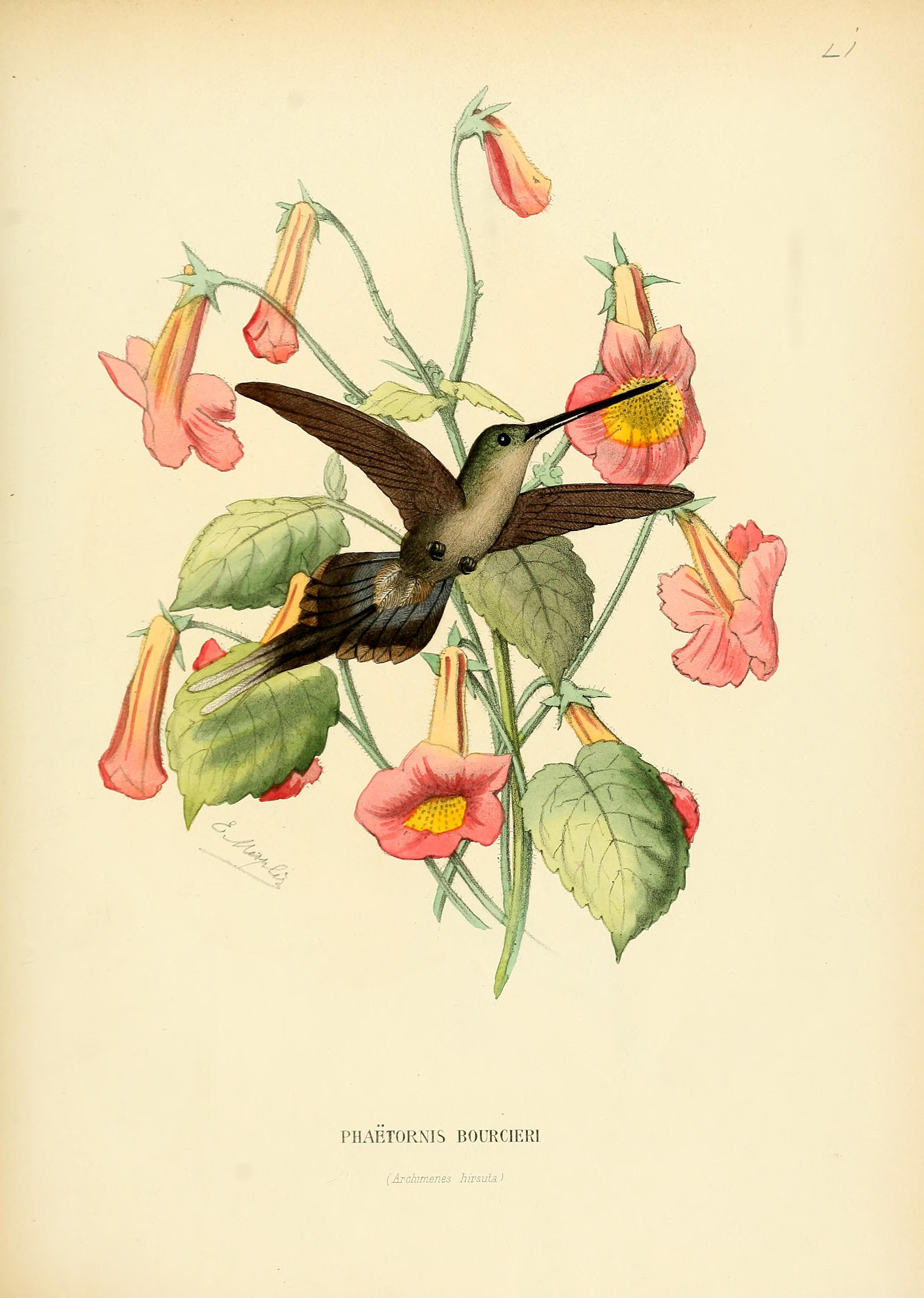
Прямодзьобий ерміт

Довжина птаха становить 12-14 см, вага 3,5-5 г. Верхня частина тіла бронзово-зелена з коричнюватим відтінком, нижня частина тіла світло-сіра з кремовим або рудуватим відтінком, на горлі біла смуга. Через очі ідуть темні смуги, окаймлені короткими охристими "бровами" і "вусами". Хвіст тьмяно-бронзово-зелений з темною смугою на кінці, стернові пера мають тонкі білі кінчики, центральні стернові пера дещо видовжені, поцятковані білими плямами. Дзьоб прямий, довжиною 33 мм, чорний, знизу біля основи червонуватий.

## Підвиди
Виділяють два підвиди:
- P. b. bourcieri (Lesson, R, 1832) — Гвіана, південна Венесуела, південний схід Колумбії, схід Еквадору і Перу, крайня північ Болівії, північ Бразильської Амазонії (на північ від Амазонки) і крайній захід Бразилії (Акрі);
- P. b. major Hinkelmann, 1989 — Бразильська Амазонія (на південь від Амазонки, на схід від Тапажоса).

Деякі дослідники виділяють підвид P. b. major у окремий вид Phaethornis major.

## Поширення і екологія
Прямодзьобі ерміти мешкають в Колумбії, Еквадорі, Перу, Бразилії, Болівії, Венесуелі, Гаяні, Суринамі і Французькій Гвіані. Вони живуть в підліску вологих рівнинних тропічних лісів, трапляються в напіввологих, гірських або заболочених лісах, іноді на узліссях, в бамбукових і чагарникових заростях та на плантаціях, у тепуях місцями на висоті до 1600 м над рівнем моря. Живляться нектаром квітів, пересуваючись за певним маршрутом, а також дрібними комахами і павуками. Початок сезону розмноження різниться в залежності від регіону, в Бразилії він триває з березня по травень, в Перу з липня по листопад. Гніздо конусоподібне, робиться з рослинних волокон і павутиння, підвішується до нижньої сторони листа. В кладці 2 яйця.